# Trans-1,2-ジヒドロベンゼン-1,2-ジオールデヒドロゲナーゼ
trans-1,2-ジヒドロベンゼン-1,2-ジオールデヒドロゲナーゼ（trans-1,2-dihydrobenzene-1,2-diol dehydrogenase）は、次の化学反応を触媒する酸化還元酵素である。
trans-1,2-ジヒドロベンゼン-1,2-ジオール + NADP+ {\displaystyle \rightleftharpoons } カテコール + NADPH + H+
反応式の通り、この酵素の基質はtrans-1,2-ジヒドロベンゼン-1,2-ジオールとNADP+、生成物はカテコールとNADPHとH+である。
組織名はtrans-1,2-dihydrobenzene-1,2-diol:NADP+ oxidoreductaseで、別名にdihydrodiol dehydrogenaseがある。